# Henoel
 (janvier 2015).
Dino Henoel Grech (né à Turin le 4 janvier 1976) est un musicien compositeur italien de bandes originales des films, des documentaires, des émissions, des spots publicitaires, missions de l'espace et un sound designer. 

## Biographie[1]
Henoel Grech, claviériste et compositeur, est né à Turin le 4 janvier 1976. Dès l'enfance, il se découvre une grande passion pour la musique, qu'il cultive en s'appuyant sur une intuition hors des sentiers battus et au goût personnel.
Après avoir passé quelques années au sein de différents groupes de Turin, obtenant une renommée internationale grâce aux sons du rock progressif, Henoel entame une étude approfondie des sons
électronique pour créer des commentaires sonores originaux sur les images télévision, puisant dans les cultures musicales du monde entier.
Sa sensibilité compositionnelle conçoit des morceaux musicaux uniques, donner à l'auditeur la chance de vivre une expérience sensoriel immersif, entre mélanges de sons élégants et originaux.
Henoel expérimente des rythmes, des vibrations et des harmonies inventés par de nombreux traditions fascinantes du Moyen-Orient, en les combinant avec des sons western développé en choisissant des fréquences et des instruments moderne. Dans ses compositions, les voix du passé rencontrent dynamisme moderne, générant une savante harmonisation des mélodies, des tonalités vigoureuses, passionnées ou futuristes à évoquer images et horizons introspectifs.
Pour ces raisons, la télévision d'État italien Rai TV a choisi son architecture sonore pour raconter la beauté de la ville de Turin pendant la des connexions mondiales pour des Jeux olympiques inoubliables Hiver 2006.
Le cinéma et le sport sont deux mondes dans lesquels Henoel allie poésie et énergie, mélangeant astucieusement les différents styles ambiants et du monde musique, électronique et spirituelle.
Au cours de sa carrière artistique, il a écrit des bandes sonores et courts métrages pour moyens métrages, courts métrages, publicités télévisées et événements sportifs aux niveaux européen et mondial. Collaboration avec réalisateurs et acteurs de première importance dans le monde du cinéma, la télévision et le théâtre, ainsi qu'une activité créatrice constante à service de marques prestigieuses principalement "Made in Italy", ils ont a consolidé le professionnalisme d'un artiste reconnu par de nombreux ans à l’international.
Sa passion pour les mystères et les immensités de l'Univers, l'ont a suggéré à Henoel de démarrer le projet musical « 2022 - Suivant Space", dans lequel ses chansons inédites auront l'ambition de devenir bande originale des prochaines missions spatiales signée par les plus grandes agences du monde, comme Nasa et Esa, avec Thales Alenia Space.
Dès l’enfance, il se découvre une passion pour la musique, passion qu’il cultive en se fiant à son instinct et à ses goûts personnels. Après avoir passé quelques années au sein de divers groupes de rock, métal et progressifs de Turin, Henoel se lance en tant que soliste, pour une nouvelle impulsion musicale orientée sur une recherche introspective de lui-même. 
La particularité de ses créations se traduit par l’association de ses musiques et effets sonores à des images très évocatrices, qui rendent ses productions uniques où abondent les influences de divers styles musicaux comme l’ambient, la world music, l’électronique et la musique descriptive. 
L’artiste expérimente les rythmes, les sons et l’harmonie alliant les traditions archaïques du Moyen-Orient et des sonorités occidentales artisanales. Dans ses compositions, les voix du passé rencontrent le dynamisme de la vie moderne en un savant mélange de nuances mélodiques, tonalités vigoureuses et passionnées alternées de nuances plus magiques et nostalgiques à l’écoute des émotions spirituelles[style à revoir]. 

### Bandes-sonores d’émissions et journaux télévisés
- Depuis 2001 : Création de musiques pour différents bulletins d’informations et émissions télévisées de la Rai : fonds sonores pour l’émission « Alle falde del Kilimangiaro », de « Geo & Geo » et pour les services du TGR Piemonte
- Depuis 2007 : Conseiller musical et sonorisation pour le Cst (Centre de Service Télévisive) : musiques enregistrées dans la base de données réservée aux émissions, documentaires et journaux télévisés satellitaire Rai, Mediaset et Sky
- Depuis 2009 : Prémices d’une collaboration musicale avec la Multimedia SanPaolo par la personne de Don Giulio Neroni.
- 2011 : Musique de fond pour les vidéos de l'émission "Mystère" diffusé sur une chaîne italienne.
- 2012/2013 : collaboration musicale avec Alpitour, célèbre marque italienne de voyages à l'échelle mondiale. Henoel crée un catalogue musical pour événements, documentaires et spot de la société et de ses marques.
- 2013 : Henoel compose le thème musical pour les émissions officielles du Conclave à l'occasion de l'élection du Pape François
- Collaboration avec le Centre de Télévision du Vatican pour les bandes-sonores de programmes et documentaires.

### Films et documentaires
- 2004 : Bande-sonore du reportage documentaire “Me Pais Tropical”, produit par la Rai en collaboration avec l’Associazione Piemontesi nel Mondo et dédié à l’émigration piémontaise au Brésil.
- 2006 : Bande-sonore du film-documentaire “Giorni in Afghanistan”, produit par l’Esercito Italiano Battaglione Alpini de la Brigata Taurinense.
- Septembre 2008 : Réalisation du titre “Ricordi” pour la bande-sonore du film To Be Settimo, produit en 2008 par le réalisateur Gabriele Vacis en collaboration avec Film Commission Torino Piemonte, en hommage au cinquantième anniversaire de l’attribution du titre de “ville” à Settimo Torinese (TO).
- Février 2009 : Bande-sonore pour le long métrage “Viaggio nella Memoria”, produit pour une édition spéciale sur Rai Storia: le documentaire raconte l’édition 2009 du projet “Treno della Memoria”, qui annuellement emmène une centaine d’étudiants italiens visiter le camp d’Auschwitz afin de les sensibiliser aux grandes tragédies du passé, qu’ils s’en souviennent pour la promesse d’un avenir meilleur.
- Janvier 2010 : Musiques de générique pour un documentaire de la Rai sur l’émigration italienne en Californie.
- Bande-sonore d’un film-documentaire sur les étoiles de la Scala de Milan, du titre La Scala Academy, produit par la Artom Productions d’Arturo Artom, régie de Massimo Volta : ce documentaire fut présenté en mai 2010 au Mip du Festival de Cannes et ainsi présenté internationalement.
- Bande-sonore du court-métrage Rifugio 77, réalisé en 2010 sous la régie de Massimo Volta dans un abri antiatomique à Milan: deux ballerines de La Scala, enfermée dans le bunker, évoquent à travers la danse la grâce et la vitalité propres à l’art, en contraste avec la guerre et le vide qui les entourent.
- Bande-sonore pour la série complète des émissions en préparation pour l’année 2010 pour la chaîne Sky Imagimondo : les histoires de personnes ayant abandonné leurs vies passées pour se lancer dans un voyage authentique à la recherche de la véritable richesse, celle de l’esprit.
- Engagé pour la sonorisation complète du livre audio sur les voix prophétiques de cinq papes, produit pas la Multimédia San Paolo: ce travail, basé sur les souvenirs du cardinal Roger Etchegaray, évoquera, images historiques à l’appui, les grands gestes de cinq piliers inoubliables de la foi catholique, les papes Jean XXIII, Paul VI, le Jean-Paul Ier,  le Jean-Paul II et le Benoît XVI.
- Collaboration avec le régiste Pupi Avati pour la composition de la bande-sonore du film Con il sole negli occhi en 2015.
- 2016 : Bande-sonore pour le long-métrage Nona sous la régie de Massimo Volta, basé sur l'histoire Nona de l'écrivain Stephen King, qui a été présenté à de nombreux festivals du cinéma international.
- 2016 : Bande originale officielle de la Journée internationale des Émirats arabes unis.
- 2017 : Musique pour la bande annonce du nouveau film "I kill Monsters", réalisé par Massimo Volta.
- 2017 : Bande originale du court métrage « A Jacket » du designer Giorgio Armani, sous la direction de Michele Placido.
- 2018 : Bande originale de « Le son des images », un docufilm qui met en scène 8 enfants sourds-muets de l'école Mary Chapman à Yangon, au Myanmar.
- 2018 : Création de musique pour le docufilm « Les énergies alternatives sur le Notre planète » produit par Sky TV.
- 2019 : Court métrage intitulé "Farina", réalisé et écrit par Marco Armando Piccinini, maintenant en phase de pré-production. Avec Andrea Pennacchi. Produit d' Akita Film.
- 2020 : Conception et réalisation du projet « Next Space - Infinity », un concept célébration de sept missions spatiales : les activités technico-scientifiques de Station orbitale internationale ISS, Lunar Gateway, Space Rider, Orion, Exomars, retour d'échantillons de Mars, Euclide. Avec la collaboration de Thales Alenia Space.
- 2021 : Composition de la musique de la bande-annonce mondiale du blockbuster « Batman » de Warner Bros, sortie mars 2022. Les morceaux ils ont été interprétés par l'orchestre dirigé par le maître compositeur Michael Giacchino.
- 2021 : Moyen métrage « Tripudio », réalisé par Luigi Piana : une histoire drame d'un enfant bègue passionné de cinéma.
- 2021 : « Papy Rosentain », film dramatique sur la Shoah réalisé par Savino Génois. Le protagoniste est l'acteur Moni Ovadia.
- 2022 : Bande originale d'un film paranormal, basée sur une histoire vraie de un enfant d'Almèse. Réalisé par Luca Moncalvo et Lorenzo Mannino. Produit par Black Fox Vidéo.
- 2023 : Bande originale du docufilm en trois épisodes sur Simon Messner, fils du grand grimpeur et alpiniste Reinhold Messner. Réalisation : Salewa. Écrit par Matteo Pavana. Réalisé par Marco Zanone.

### Spots publicitaires
- Mai 2010 : Création musicale pour le spot télévisé “Profumo Ferrari” destiné aux principales chaînes nationales.
- Juin - Juillet 2010 : Création musicale de 4 spots publicitaires pour la marque de vêtements « Peuterey » sous la régie de Massimo Volta.
- Septembre 2011 : Création musicale de deux teasers publicitaires et de la publicité complète pour la marque de vêtements « Follow the light », destinée à l'Italie et aux Usa, sous la régie de Massimo Volta.
- Janvier 2012 : Musique pour le spot de Aboca, marque de produits d'herboristerie et médecine naturelle.
- Février 2012 : Création musicale pour le spot de Bulgari, marque de haute bijouterie italienne et produits de luxe, destinée au marché moyen-oriental.
- Depuis 2014 : Créations musicales de spots pour le styliste Valentino Garavani, publié aussi sur le site web des collections
- Depuis 2015 : Musique pour différent spots de la marque Aboca
- Musique pour des spots publicitaires de grandes marques de nourriture comme Lavazza, Ferrero, Emmentaler, Sanbitter, Averna, Eraclea, Fini, Levoni.
- 2018 : Musique pour le spot promotionnel du champion du monde FMB (Vélo de montagne freeride) Brandon Semenuk.
- 2018 : Musique pour les publicités télévisées « Nutella » de Ferrero Belgique et Ferrero Italie. Nouveau projet Unesco réalisé par Rai Cultura' et Mibact pour création de 54 spots publicitaires de deux minutes chacun et création de 5 documentaires de 50 minutes chacun, avec musique originale.
- 2019 : Chanson thème de la publicité télévisée de la RAI pour la période de Noël et du Nouvel An Nouveauté 2019-20.
- 2021 : Publicité pour des produits diététiques énergisants tournée à Los Angeles, réalisée par Fulvio Sestito. Un teaser cinématographique destiné au marché Américain et en ligne à l'échelle mondiale.
- 2021 : Musique et design sonore pour entreprises : Schär sans gluten (alimentation), Fage Yogurt (alimentation), Ferrero Tronky (alimentation), Esprit audio (Technologie).
- 2022 : Publicité émouvante pour Ferretti, un célèbre fabricant italien de yachts et bateaux de luxe.
- 2022 : Spot publicitaire pour le produit de confiserie "Ferrero Rocher".
- 2022 : Conception sonore originale et fond pour la publicité Bobo TV sur Rai Un pour la ''Coupe du monde Qatar 2022''.
- 2023 : Système audio du système moteur et spot de présentation du dernier modèle entièrement électrique de la voiture Ford Mustang Mach-E.

### Compositions pour le sport
- Août 2002 : Musique d’ouverture du Palio di Siena.
- Septembre 2002 : Musique d’ouverture du Palio di Asti.
- Décembre 2003 : Jingle pour le service Rai à l’occasion de la Finale de la coupe du monde de Ski à Sestriere, en préparation des Jeux Olympiques d’hiver de Turin en 2006.
- Musique d’ouverture des retransmissions Rai dédiées aux Jeux olympiques d'hiver de Turin 2006.
- Juin 2007 : Musique d’ouverture du Volley Masters Femminile de Montreaux en juin 2007, sous la régie de Martin Wangelin.
- Janvier 2008 : Hymne officiel pour le Championnat Indoor européen et méditerranéen de Tir à l'Arc Turin 2008, et concert live à l’occasion de la cérémonie d’ouverture. Le titre est devenu l’hymne officiel de l’EMAU (Association de tir à l’arc d’Europe et du bassin méditerranéen).
- Mai 2008 : Bande-sonore pour la chorégraphie du Campionesse Italiane d’Insieme Giovanile Eurogymnica aux Absolues di Ginnastica Ritmica.
- Juillet 2008 : Hymne officiel pour les Championnats d'Europe de gymnastique rythmique. Le titre est devenu l’hymne officiel de l’UEG (Union Européenne de Gymnastique).
- Juillet 2008 : Hymne officiel pour la Volley World League Italie-Cuba.
- Juillet 2008 : Hymne officiel pour le 1er Championnat Européen Under 22 de Softball.
- Septembre 2008 : Hymne officiel pour le 2e Tournoi International de Football de la ville de Turin Memorial avvocato Sergio Cozzolino – Catégorie Printemps.
- Juillet 2009 : Musique de générique des émissions télévisées dédiées aux Mondiaux de Natation à Rome.
- Juin 2011 : Hymne officiel pour le 28° Trophée des Régions FIPAV (Fédération Italienne Volley) disputé à Turin.
- Juillet 2011 : Hymne officiel des Mondiales de Tir à l'Arc - Turin 2011 et concert pour les cérémonies de clôture des compétitions.

### Festivals
- Janvier 2004 : sonorisation d’une présentation photographique dédiée au motocycliste vice-champion du monde de catégorie 250 Roberto Rolfo, à l’occasion de la remise des prix du “Turinois de le l’année” ayant lieu au Mazda Palace de Turin.
- Juin 2007 : concert-spectacle “Il Viaggio” au Caire (Égypte) à l’occasion du Festival International de danse, musique et culture orientale « Stelle d’Oriente ».
- Janvier 2008 : portrait musical dédié au 50e anniversaire de l’attribution du titre de “ville” à Settimo Torinese, en ouverture du programme d’une année complète de spectacles et évènements.
- Mars 2008 : Jingle officiel pour le  Festival International de danse, musique et culture orientale “Stelle d’Oriente”.

## Discographie
- 2001: Autoproduction de l’album Pensiero Fluente. Huit titres racontant des voyages des fjords norvégiens au désert du Sahara, des montagnes du Népal aux pôles, inspirés de voyages introspectifs.
- 2006: Autoproduction de l’album Sensazioni. Neuf titres, entre originaux et cover du compositeur grec Vangelis, racontant l’homme dans ses voyages physiques et astraux, dans le dualisme de la matière et des pensées.
- 2007: Autoproduction de l’album Orizzonti. Le disque, composé de onze titres, guide à travers le voyage de la vie, sur les limites entre le passé et le futur, la terre et le ciel, l’univers intérieur et extérieur.
- 2013: Création et publication du double album Kronos. Treize plus treize titres originaux évoquent la quotidienne inspiration du compositeur, faite d'images, sensations, instants, lieux riches de sens métaphorique. Le Temps d'un homme, le Temps du monde entier sans différences.